# Simard, Saône-et-Loire
Simard är en kommun i departementet Saône-et-Loire i regionen Bourgogne-Franche-Comté i östra Frankrike. Kommunen ligger i kantonen Montret som tillhör arrondissementet Louhans. År 2022 hade Simard 1 175 invånare.

## Befolkningsutveckling
Antalet invånare i kommunen Simard
| Referens: INSEE |